# Magsingal
Magsingal è una municipalità di quarta classe delle Filippine, situata nella provincia di Ilocos Sur, nella regione di Ilocos.
Magsingal è formata da 30 baranggay:
- Alangan
- Bacar
- Barbarit
- Bungro
- Cabaroan
- Cadanglaan
- Caraisan
- Dacutan
- Labut
- Maas-asin
- Macatcatud
- Manzante
- Maratudo
- Miramar
- Namalpalan

- Napo
- Pagsanaan Norte
- Pagsanaan Sur
- Panay Norte
- Panay Sur
- Patong
- Puro
- San Basilio (Pob.)
- San Clemente (Pob.)
- San Julian (Pob.)
- San Lucas (Pob.)
- San Ramon (Pob.)
- San Vicente (Pob.)
- Santa Monica
- Sarsaracat